# Bulbophyllum ranomafanae
Bulbophyllum ranomafanae là một loài phong lan thuộc chi Bulbophyllum.